# Karl Christian Galster
Karl Christian Galster (* 22. Januar 1818 in Herford; † 18. Februar 1882 in Hameln) war ein preußischer Generalmajor sowie Artilleriedezernent der Kaiserlichen Admiralität.

Generalmajor Karl Galster, ca. 1875

## Leben

### Herkunft
Er war der Sohn des Geheimen Justizrats und Staatsanwalts in Herford Karl Galster († 8. August 1866 in Herford) und dessen Ehefrau Amalie, geborene von Carnap († 16. November 1842 in Herford).

### Militärkarriere
Galster besuchte das Gymnasium in seiner Heimatstadt und trat am 1. Oktober 1836 als Kanonier in die 4. Artillerie-Brigade der Preußischen Armee ein. Er absolvierte von Oktober 1837 bis Ende September 1840 die Vereinigte Artillerie- und Ingenieurschule und wurde zwischenzeitlich am 29. September 1839 zum Sekondeleutnant befördert. Galster versah bis zum 30. September 1844 seinen Dienst bei der 8. Batterie und wurde bis Mitte Juli 1847 zur weiteren Ausbildung an die Allgemeine Kriegsschule kommandiert. Nach seiner Rückkehr war er in der 2. Batterie tätig.
Am 20. März 1849 wurde Galster als Adjutant zum Marinekommando Stettin kommandiert, dort am 9. April 1850 zum Premierleutnant befördert und mit der Bildung des Seebataillons am 13. Mai 1852 der Seeartillerieabteilung zugewiesen. Am 23. Januar 1854 folgte seine Stellung als Hauptmann à la suite des Seebataillons und die Kommandierung zur 1. Abteilung der Admiralität der Preußischen Marine. Kurzzeitig diente er im August 1854 als stellvertretender Artilleriedirektor der Marinestation der Ostsee, um dann Ende des Monats zum Kompaniechef im Seebataillon ernannt zu werden. Anfang Juli 1855 à la suite des Bataillons gestellt, folgte nun seine Verwendung als Artilleriedirektor der Marinestation der Ostsee. Am 29. Juli 1862 wurde Galster der Charakter als Major verliehen. Er machte 1864 den Krieg gegen Dänemark mit und erhielt am 19. Juli 1864 mit Rangdienstalter vom 25. Juni 1964 das Patent zu seinem Dienstgrad. Im Januar 1868 zur Dienstleistung als Dezernent für die Artillerie in das Kriegsministerium kommandiert, wurde Galster am 22. März Oberstleutnant und nahm ab Mitte August 1868 für zwei Wochen an Bord des Aviso Adler an der Besichtigung russischer Flotteneinrichtungen teil. Am 21. Januar 1869 trat er als Dezernent für die Artillerie in das Marineministerium über. Hier versah er während des Deutsch-Französischen Krieges seinen Dienst, wurde zwischenzeitlich am 26. Juli 1870 Oberst und mit der Bildung der Kaiserlichen Marine am 1. Januar 1872 weiterhin als Artilleriedezernent in der Admiralität beschäftigt. In dieser Position folgte am 18. Januar 1875 noch seine Beförderung zum Generalmajor, bevor Galster am 19. Oktober 1876 mit Pension unter Verleihung des Roten Adlerordens II. Klasse mit Eichenlaub zur Disposition gestellt wurde.

### Familie
Galster hatte sich am 3. Februar 1850 in Koblenz mit Charlotte Pauline Johanne, geborene Schulze (* 1. August 1824 in Herford; † 8. März 1900 in Kiel) verheiratet. Aus der Ehe gingen drei Kinder hervor:
- Karl (1851–1931), deutscher Vizeadmiral und Publizist
- Max (1852–1928), deutscher Konteradmiral
- Jenny (* 15. Januar 1854)